# Lista de prefeitos e vereadores de Campo Magro
Esta é a lista de prefeitos e vice-prefeitos do município de Campo Magro, estado brasileiro do Paraná.
| Nº | Nome                  | Partido | Vice-prefeito           | Início do mandato     | Fim do mandato         | Observações                                                                 |
| 1  | Louvanir Menegusso    | PDT     | Tadeu Boza              | 1º de janeiro de 1997 | 31 de dezembro de 2000 | Prefeito eleito em sufrágio universal                                       |
| 1  | Louvanir Menegusso    | PFL     | Augusto Affonso Botelho | 1º de janeiro de 2001 | 31 de dezembro de 2004 | Prefeito reeleito em sufrágio universal                                     |
| 2  | Rilton Boza           | PTB     | José Raganhan (PSL)     | 1º de janeiro de 2005 | 31 de dezembro de 2008 | Prefeito e vice eleitos em sufrágio universal                               |
| 3  | José Pase             | PMN     | Carlos Werneck (PSDB)   | 1º de janeiro de 2009 | 3 de setembro de 2011  | Prefeito e vice eleitos em sufrágio universal cassado pela Câmara Municipal |
| 4  | Carlos Werneck        | PSDB    | Cargo vago              | 4 de setembro de 2011 | 7 de setembro de 2011  | Vice-prefeito eleito no cargo de prefeito                                   |
| —  | José Pase             | PMN     | Carlos Werneck (PSDB)   | 8 de setembro de 2011 | 31 de dezembro de 2012 | Prefeito eleito reempossado por decisão judicial                            |
| 5  | Louvanir Menegusso    | DEM     | Sérgio Martins (PDT)    | 1º de janeiro de 2013 | 31 de dezembro de 2016 | Prefeito e vice eleitos em sufrágio universal                               |
| 6  | Cláudio Casagrande    | PSD     | Osmar Leonardi (PSC)    | 1º de janeiro de 2017 | 31 de dezembro de 2020 | Prefeito e vice eleitos em sufrágio universal                               |
| 6  | Cláudio Casagrande    | PSD     | Osmar Leonardi (PSC)    | 1º de janeiro de 2021 | 31 de dezembro de 2024 | Prefeito e vice reeleitos em sufrágio universal                             |
| 7  | Rilton Boza (Bozinha) | PP      | Gusto Juninho (PSB)     | 1º de janeiro de 2025 | Atual                  | Prefeito e vice eleitos em sufrágio universal                               |

## Lista de vereadores em exercício

### 8ª Legislatura (2024–2028)
Lista dos vereadores eleitos em 2024, para a 8ª legislatura (2025-2028), diplomados pelo TRE-PR, empossados em 2025:
|    | Nome                | Partido | Votos | %     | Observações |
| -- | ------------------- | ------- | ----- | ----- | ----------- |
| 1  | Marcio Bueno        | MDB     | 684   | 4,19% |             |
| 2  | Dario Ribas         | PSD     | 666   | 4,08% | Reeleito    |
| 3  | Cris da Saúde       | PV      | 503   | 3,08% |             |
| 4  | Rones Ribas         | PP      | 502   | 3,07% | Reeleito    |
| 5  | Roberto Leal        | PP      | 470   | 2,88% | Reeleito    |
| 6  | Josmar Rosa         | SD      | 446   | 2,73% |             |
| 7  | Cristina Balestra   | PDT     | 416   | 2,55% | Reeleita    |
| 8  | Marcelo Meyer       | PSD     | 394   | 2,41% |             |
| 9  | Professor Gilso     | PDT     | 370   | 2,26% |             |
| 10 | Joselaine Menegusso | REP     | 340   | 2,08% |             |
| 11 | Frank Peruci        | REP     | 313   | 1,92% |             |